# Liste des commanderies templières en Région Nord du Portugal

Localisation de la région Nord

Cette liste recense les anciennes commanderies et maisons de l'Ordre du Temple dans l'actuelle Région Nord du Portugal.

## Histoire et faits marquants
L'implantation des templiers dans le Nord du Portugal date de 1128, lorsque le frère Bernard Raimond (Raimundo Bernardo), parcourant la péninsule ibérique, reçut de Thérèse de León le don d'une petite colonie urbaine appelée Fonte Arcada, qui devint alors pour quelque temps le quartier général de l'Ordre du Temple, puis peu de temps après du château de Soure et des terres environnantes. En retour, les Templiers promirent d'aider à la reconquête du pays alors aux mains des Maures. Puis c'est Alphonse Ier de Portugal qui chercha ensuite à consolider l'indépendance. Il fit d'importants dons à l'Église et fonda divers couvents. Dans les régions dépeuplées reconquises, il installe des colons et invite les ordres religieux militaires comme les Templiers et les Hospitaliers à s'installer le long des frontières comme défenseurs contre les Maures.

## Possessions templières
* Château / Forteresse ⇒ CH, Commanderie principale (baillie) ⇒ B, Commanderie ⇒ C, Maison du Temple aux ordres d'un commandeur ⇒ M, Fief dépendant d'une commanderie ⇒ F, Biens divers ⇒ D
| Rang | Etablissement  | Ville actuelle (ou à proximité)           | Observations                                                                                                  |
| ---- | -------------- | ----------------------------------------- | --- |
| M    | Braga          | Braga                                     | , |
| M    | Fonte Arcada   | Fonte Arcada (pt)                         | , |
| C    | Longroiva      | Longroiva                                 | Longroiva se situe dans la région Centre mais certaines de ses possessions se trouvaient au Nord.             |
| C    | Mogadouro (pt) | Mogadouro                                 | [ 4 ] |
| F    | Muxagata       | Vila Nova de Foz Côa                      | Fief mentionné au moment de la dévolution à l'ordre du Christ. L'église fut donnée aux templiers de Longroiva |
| CH   | Penas Róias    | Penas Róias                               | [ 1 ] |
| C    | Rio Frio       | Rio Frio                                  | , |
| D    | Antas          | Antas (pt)                                | Eglise de Santiago de Antas (pt)?                                                                             |
| F    | Vilar de Celas | São Lourenço de Ribapinhão (pt) / Sabrosa | 1256 41° 18′ 19″ N, 7° 36′ 41″ O                                                                              |

| Localisation en Région Nord du Portugal (Liens vers les articles correspondants)                                                                  |
| --- |
| \| Région Centre Castille-et-León Galice Estrémadure Braga Fonte Arcada Longroiva Mogadouro Muxagata Penas Róias Rio Frio Vilar de Celas Antas \| |
| Région Centre Castille-et-León Galice Estrémadure Braga Fonte Arcada Longroiva Mogadouro Muxagata Penas Róias Rio Frio Vilar de Celas Antas       |

### Possessions douteuses ou à vérifier
- Château d'Algoso (pt) (1224)[N 1]
- Château de Numão[10]
- Tour de Quintela, sur le territoire de la municipalité de Vila Real